# Rzyszczewski-Palast

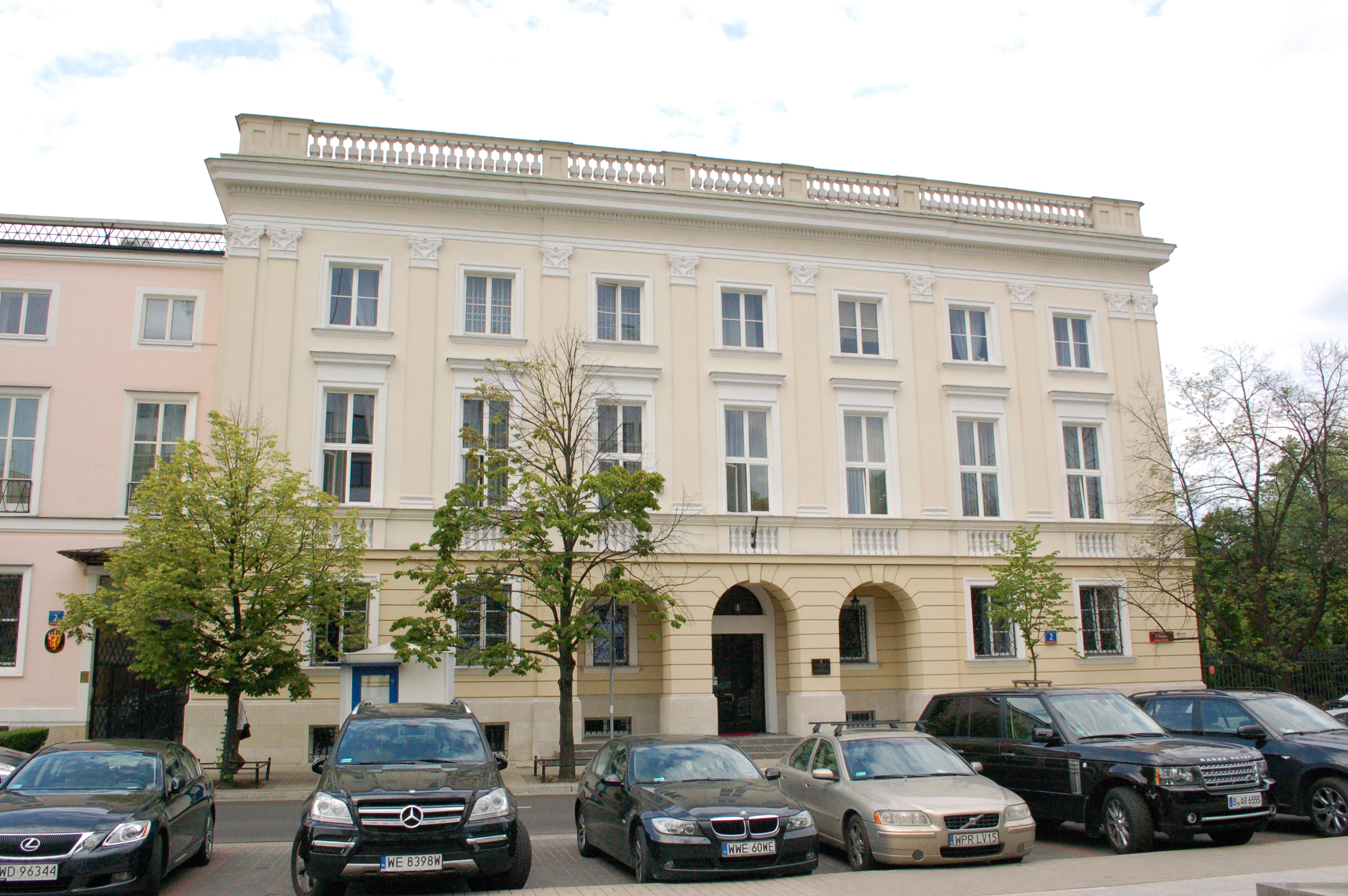
Ansicht des heutigen Botschaftsgebäudes von der Ulica Chopina

Der Rzyszczewski-Palast, auch als Rzyszczewski-Villa bezeichnet (polnisch: Willa Rzyszczewskiego) befand sich im Warschauer Innenstadtdistrikt auf einem Eckgrundstück an den Straßen Aleje Ujazdowskie und Ulica Chopina. Im Zweiten Weltkrieg wurde das Objekt zerstört. Auf seinen Fundamenten wurde in der Nachkriegszeit ein in seiner Form zwar ähnliches Gebäude errichtet, das man jedoch nicht als Wiederaufbau des Ursprungspalastes bezeichnen kann. Hier befindet sich heute der Sitz der ungarischen Botschaft in Polen.

## Geschichte
Der heute nicht mehr vorhandene Palast hatte die Anschrift Aleje Ujazdowskie 21. Er wurde hier von 1899 bis 1902 unter dem Architekten François Arveuf für einen Grafen
Rzyszczewski errichtet. Das auf einem etwa quadratischen Grundriss stehende Gebäude war im Stil des Historismus in Anlehnung an das französische Barock gehalten. Die Residenz verfügte über drei Geschosse über einem Souterrain, von denen sich das oberste in einem steilen Mansarddach französischer Art befand. An der prächtigen Frontfassade zur Aleje Ujazowskie verfügte der Palast über zwei Seitenrisalite, deren Dächer mit erhöhten Turmhauben ausgestattet waren. Der Haupteingang befand sich an der Ulica Chopina, zur Ujazdowskie hatte das Erdgeschoss einen schmalen Balkon mit Gitter und Treppe zum Garten. Zierbalkone befanden sich auch vor den Fenstern im ersten Stock.
An der Chopina befand sich auf dem gegenüberliegenden Eckgrundstück ein fünfstöckiges Mietshaus im Secessionsstil von Maurycy Spokorny. Auch dieses Objekt wurde im Krieg zerstört und gehört neben dem Rzyszczewski-Palast zu den wenigen Gebäuden an der Ujazdowskie, die nicht nach dem ursprünglichen Vorbild wiederaufgebaut wurden. Im Norden schließt sich an die Rzyszczewski-Residenz der bis in die 2000er Jahre als Botschaftsgebäude Jugoslawiens bzw. Serbiens genutzte Leszczyński-Palast an.
Der Rzyszczewski-Palast brannte 1939 ab. Nach dem Krieg wurde – vermutlich bereits 1946 – auf seinen Grundmauern ein ähnliches Gebäude, allerdings im neoklassizistischen Stil, errichtet. Statt des ausgebauten Mansarddachs des Vorgängerbaus erhielt es einen zweiten Stock mit Flachdach mit einer umlaufender Balustradenattika. Die Seitenrisalite zur Frontfassade entstanden ebenfalls wieder, allerdings erhielten sie keine Haube mehr. Nach dem Aufbau bezog die ungarische Botschaft das Gebäude.

## Botschaft Ungarns
Die ungarische Botschaft (polnisch: Ambasada Węgier w Polsce, ungarisch: Magyar Köztársaság Nagykövetsége) befindet sich unter der Anschrift Ulica Chopina 2. Zur Botschaft gehören noch Abteilungen an anderen Orten Warschaus: das Ungarische Kulturinstitut (ungarisch: Magyar Kulturális Intézet) in der Ulica Moniuszki 10 sowie die Handelsmission Ungarns (ungarisch: Nemzeti Külgazdasági Hivatal) in der Ulica Szwoleżerów 10.
Vor dem Krieg befand sich der Sitz der Vertretung Ungarns in der Ulica Służewsko 5 (1925–1927), in Folge wechselnd in der Ulica Mokotowska 48 (1930) und der Ulica Koszykowa 10 (1938–1939); der Sitz der Handelsmission war die Ulica Krucza 29.